# Земляновское сельское поселение
Земляновское се́льское поселе́ние — упразднённое муниципальное образование в Голышмановском районе Тюменской области Российской Федерации.
Административный центр — деревня Земляная.

## История
Статус и границы сельского поселения установлены Законом Тюменской области от 5 ноября 2004 года № 263 «Об установлении границ муниципальных образований Тюменской области и наделении их статусом муниципального района, городского округа и сельского поселения».

## Население
| 2010 | 2011 | 2012 | 2013 | 2014 | 2015 | 2016 |
| ---- | ---- | ---- | ---- | ---- | ---- | ---- |
| 648  | ↘647 | ↘624 | ↘610 | ↘586 | ↗591 | ↘565 |
| 2017 | 2018 | 2019 |      |      |      |      |
| ↗569 | ↘564 | ↘562 |      |      |      |      |

## Состав сельского поселения
| № | Населённый пункт | Тип населённого пункта          | Население |
| - | ---------------- | ------------------------------- | --------- |
| 1 | Басаргина        | деревня                         | 8         |
| 2 | Брованова        | деревня                         | 74        |
| 3 | Земляная         | деревня, административный центр | 486       |
| 4 | Скаредная        | деревня                         | 80        |